# Комісар державної безпеки 1-го рангу
Комісар державної безпеки 1-го рангу - спеціальне звання вищого начальницького складу  Головне управління державної безпеки (ГУДБ) НКВС і НКДБ СРСР в 1935-1945 роках. 
В 1935-1940 роках звання приблизно відповідало військовому званню Командарм першого рангу в сухопутних військах та в флагман флоту 1-го рангу військово-морських силах. 
Попереднє більш низьке звання: комісар державної безпеки 2-го рангу, наступне більш високе звання: генеральний комісар державної безпеки.

## Історія використання
Постановами ЦВК СРСР № 20 і РНК СРСР № 2256 від 7 жовтня 1935 року, оголошених Наказом НКВС СРСР № 319 від 10 жовтня 1935  були введені персональні спеціальні звання для начальницького складу ГУДБ НКВС СРСР. Серед цих спеціальних звань було звання комісар державної безпеки 1-го рангу. Комісар державної безпеки 1-го рангу був за рангом вище за комісара державної безпеки 2-го рангу, та був найвищим званням службовців держбезпеки до 26 листопада того ж року, коли з’явилося нове найвище спеціальне звання генерального комісара.
Всього це спеціальне звання присвоєне дев'яти керівникам органів держбезпеки. Всі вони були розстріляні: 7 — в роки масових сталінських репресій, 2 — після смерті Й. В. Сталіна.
Указом Президії Верховної Ради СРСР від 9 лютого 1943 року, вводилися нові спеціальні звання співробітників органів НКВС відповідні до загальновійськових (окрім вищого начальницького складу), а також вводився поділ на склади (вищий, старший, середній та молодший). Звання комісар державної безпеки 1-го рангу, відносилося до вищого начальницького складу, співпадаючи з армійським званням – генерал армії. Комісар державної безпеки 1-го рангу був за рангом вище за комісара державної безпеки 2-го рангу, та нижче від генерального комісара державної безпеки.
Указом Президії Верховної Ради СРСР від 6 липня 1945 року «Про звання, форму одягу і знаки розрізнення начальницького складу Народного Комісаріату Внутрішніх Справ і Народного Комісаріату Державної Безпеки СРСР» для начальницького складу НКВС та НКДБ вводилися звання аналогічні до встановлених для офіцерського та генеральського складів Червоної Армії. Комісар державної безпеки 1-го рангу став дорівнювати генералу армії. У зв'язку з цим проведена переатестація, за результатами якої постановою РНК СРСР №1663 від 09.07.1945 року єдиному на той момент комісару державної безпеки 1-го рангу Меркулову Всеволоду Миколайовичу,  наркому держбезпеки СРСР було присвоєно військове звання генерал армії.

## Знаки розрізнення
В 1924-1935 роках в органах держбезпеки для позначення посадових розрядів використовувалася система знаків розрізнення посадових рангів подібна до армійської. В цій системі молодший склад позначався певною кількістю трикутників на петлицях, середній склад — квадратів («кубарів»), старший склад — прямокутників («шпал»), вищий склад — ромбів. 
В 1935 році в ГУДБ НКВС вводяться персональні спеціальні звання, а також повністю змінюються знаки розрізнення. Спочатку для начскладу ГУДБ НКВС були прийняті тільки нарукавні знаки розрізнення. Для осіб середнього начскладу - червоні усічені трикутники (кількість - відповідно до звання). Дана система виявилася невдалою: нарукавні відзнаки були важкорозрізнювані, що призвело до повернення знаків розрізнення до петлиць. На петлицях  начальницького складу з’являються просвіти, певного кольору. Середній та старший начальницькі склади мали сріблясті просвіти, вищий начальницький склад мав золотисті просвіти. Також на петлицях, в залежності від звання розташовувалася певні кількість сріблястих (старший склад), золотистих (вищий склад) п’ятипроменевих зірочок чи червоних емальованих трикутників (середній склад). Комісар державної безпеки 1-го рангу мав на петлицях з одним золотистим просвітом по чотири золотисті зірочки (всі чотири зірки на просвіті,), та чотири нарукавні шиті золотом зірки (три зірки горизонтально, а одна вище).
З 1937 року в органах державної безпеки були введені знаки розрізнення армійського зразка (аналогічні вже використовувалися у військах НКВС). Нарукавні відзнаки були скасовані, був змінений вид петлиць. Петлиці встановлювалися двох видів: для гімнастерки або френча і для шинелі. Перші зберігали колишні форму і розмір, шинельні мали форму ромба з округленими увігнутими верхніми сторонами. Висота петлиці 11 см, ширина - 8,5 см, розміри шинельної петлиці: висота 13см, ширина 12,5 см. Колір петлиць залишався колишнім, крапові (темно-червоного) з малиновим кантом. Замість зірочок і кутників були встановлені знаки розрізнення, аналогічні прийнятим в РСЧА: ромби для вищого начскладу, прямокутники («шпали») - для старшого і квадрати («кубики») - для середнього. Комісари державної безпеки 1-го рангу, отримують на петлиці по чотири емальовані ромби та золоту шиту зірку, як на петлицях загальновійськового командарма 1-го рангу РСЧА.
В 1943 році в органах державної безпеки (як і в інших підрозділах НКВС/НКДБ так і в Червоній армії) відбувається уніфікація військових та спеціальних звань. Знаки розрізнення піддаються зміні, вони змінюють свій вигляд і їх починають розміщувати на нововведених погонах. Погони вищого начальницького складу державної безпеки були шестикутні та вкриті золотим галуном, з волошковими кантами. Галун викладався зигзагом, з волошковою стрічкою. Комісари державної безпеки 1-го рангу державної безпеки, отримують на погони по чотири великі срібні п’ятипроменеві зірки (така ж кількість зірочок була на погонах генерала армії.
1936-1945.
| 1936 | 1936 | 1937-43 | 1937-43 | 1943 | 1943-1945 |
| ---- | ---- | ------- | ------- | ---- | --------- |
|      |      |         |         |      |           |

## Список комісарів держбезпеки 1-го рангу
- 26 листопада 1935 — Агранов Яків Саулович (1893—1938), заступник народного комісара внутрішніх справ СРСР, розстріляний;
- 26 листопада 1935 — Балицький Всеволод Аполлонович (1892—1937), Народний комісар внутрішніх справ Української РСР, розстріляний;
- 26 листопада 1935 — Дерибас Терентій Дмитрович (1883—1938), начальник Далекосхідного управління НКВС СРСР, розстріляний;
- 26 листопада 1935 — Заковський Леонід Михайлович (1894—1938), начальник Ленінградського управління НКВС СРСР, розстріляний;
- 26 листопада 1935 — Прокоф'єв Георгій Євгенійович (1895—1937), заступник Народного комісара внутрішніх справ СРСР, розстріляний;
- 26 листопада 1935 — Реденс Станіслав Францевич (1892—1940), начальник Управління НКВД по Московської області, розстріляний;
- 5 липня 1936 — Благонравов Георгій Іванович (1895—1938), начальник Головного управління будівництва шосейних доріг НКВС СРСР, розстріляний;
- 11 вересня 1938 — Берія Лаврентій Павлович (1899—1953), перший заступник Народного комісара внутрішніх справ СРСР, з 1941 року — Генеральний комісар держбезпеки, розстріляний;
- 4 лютого 1943 — Меркулов Всеволод Миколайович (1895—1953), перший заступник Народного комісара внутрішніх справ СРСР, з 1945 року — генерал армії, розстріляний.